# Thomas Wedge
Thomas Grenfell Wedge (Saint Ives, Cornualla, 15 d'agost de 1881 - Penzance, Cornualla, 11 de desembre de 1964) va ser un jugador de rugbi britànic que va competir a primers del segle xx. El 1908 va guanyar la medalla de plata en la competició de rugbi dels Jocs Olímpics de Londres.